# Пропалеотерії
Пропалеотерії (лат. Propalaeotherium) — рід вимерлих тварин з родини Палеотерієвих.

## Археологічні знахідки
Перші рештки тварини було знайдено в кар'єрі Мессель(Німеччина), скелет зберігся повністю разом з фрагментами вмісту шлунку, що дало змогу реконструювати будову тварини та її спосіб життя. Знахідку датували 49 млн років тому. До неї палеотерієвих не відносили до окремої родини.

## Зовнішній вигляд
Розміром Пропалеотерій був невеликий.
- Зріст — 30 см.
- Вага — 6 кг.
- Довжина — 50 см.

В тварини була коротка шия, та короткі лапи з чотирма пальцями, що вказувало на не дуже велику швидкість. Хоч не зберігся натуральний колір шкури, та припускають що вона була з цятками. Таке маскування ймовірно допомагав ховатись в заростях від хижаків.
Анімаційну реконструкцію Пропалеотерія можна почати в документальному фільмі «Прогулянки з чудовиськами», знятому британською телекомпанією BBC.

## Середовище життя та харчування
Тварини жили в лісах, були травоїдними, харчувались листям та плодами на що вказує будова щелепи.

## Види
- Propalaeotherium hassiacum
- Propalaeotherium isselanum
- Propalaeotherium sinense
- Propalaeotherium voigti